# Hřensko

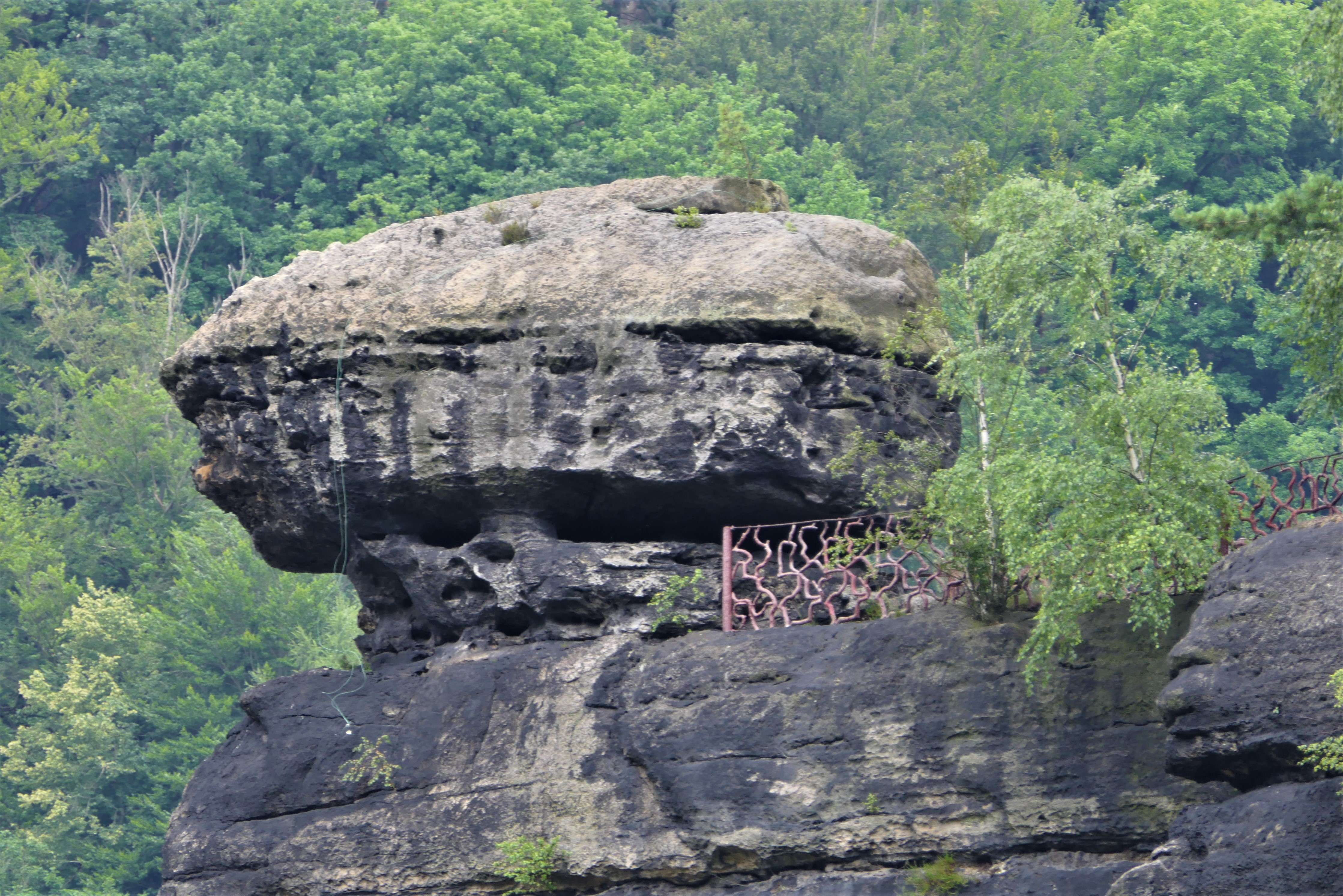
Kopf des Herrenhausfelsens am Ortseingang

Hřensko (deutsch Herrnskretschen) ist eine Gemeinde im Ústecký kraj in Tschechien. Sie ist das Tor zum Nationalpark Böhmische Schweiz.

## Geographie

### Geographische Lage
Die Gemeinde liegt im Norden des Landes direkt an der Grenze zu Deutschland, wo die Kamenice (deutsch Kamnitz) in die Elbe mündet. Sie ist der am tiefsten gelegene Ort in Böhmen und ganz Tschechien (112,5 m n.m.).

### Gemeindegliederung
Die Gemeinde Hřensko besteht aus den Ortsteilen Hřensko (Herrnskretschen) und Mezná (Stimmersdorf), die zugleich auch Katastralbezirke bilden. Grundsiedlungseinheiten sind Hřensko, Mezná und Mezní Louka (Rainwiese).

### Nachbarorte
|                            | Bad Schandau                                                                           | Sebnitz                    |
| Reinhardtsdorf-Schöna      | Kompassrose, die auf Nachbargemeinden zeigt                                            | Jetřichovice (Dittersbach) |
| Děčín (Tetschen-Bodenbach) | Ludvíkovice (Loosdorf), Labská Stráň (Elbleiten), Růžová (Rosendorf), Janov (Jonsdorf) |                            |

## Geschichte
Herrnskretschen wurde 1475 erstmals erwähnt. Steinbrüche, Flößerei und Holzhandel bestimmten für lange Zeit die wirtschaftliche Entwicklung. Immer wieder erlitt der Ort Schäden durch Hochwasser der Elbe und der Kamnitz, die seit 1501 belegbar sind und regelmäßig wiederkehren. Ebenso finden sich seit dem 19. Jahrhundert immer wieder Nachrichten über Felsstürze von Sandsteinfelsen oberhalb des Ortes.

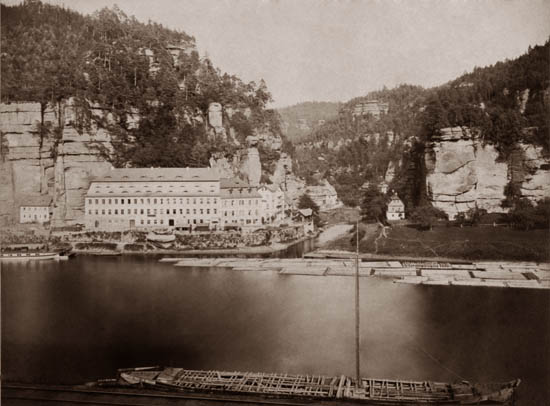
Herrnskretschen um 1875

Der größte soll der Einsturz des Marienfelsens oberhalb des späteren Herrenhauses gewesen sein; dies ist aber nicht schriftlich belegt.
Das einstige Zentrum des Ortes befand sich am Elbufer unterhalb der Kamnitzmündung, um die untere Schenke, den Hornskratschn. Das Wirtshaus, das wahrscheinlich zu Beginn des 14. Jahrhunderts an einem Lagerplatz der Flößerei entstanden ist, lässt sich seit 1445 schriftlich nachweisen. Nachdem 1786 an der Kamnitz die Kirche erbaut worden war, verlagerte sich der Mittelpunkt des Ortes in das Seitental.

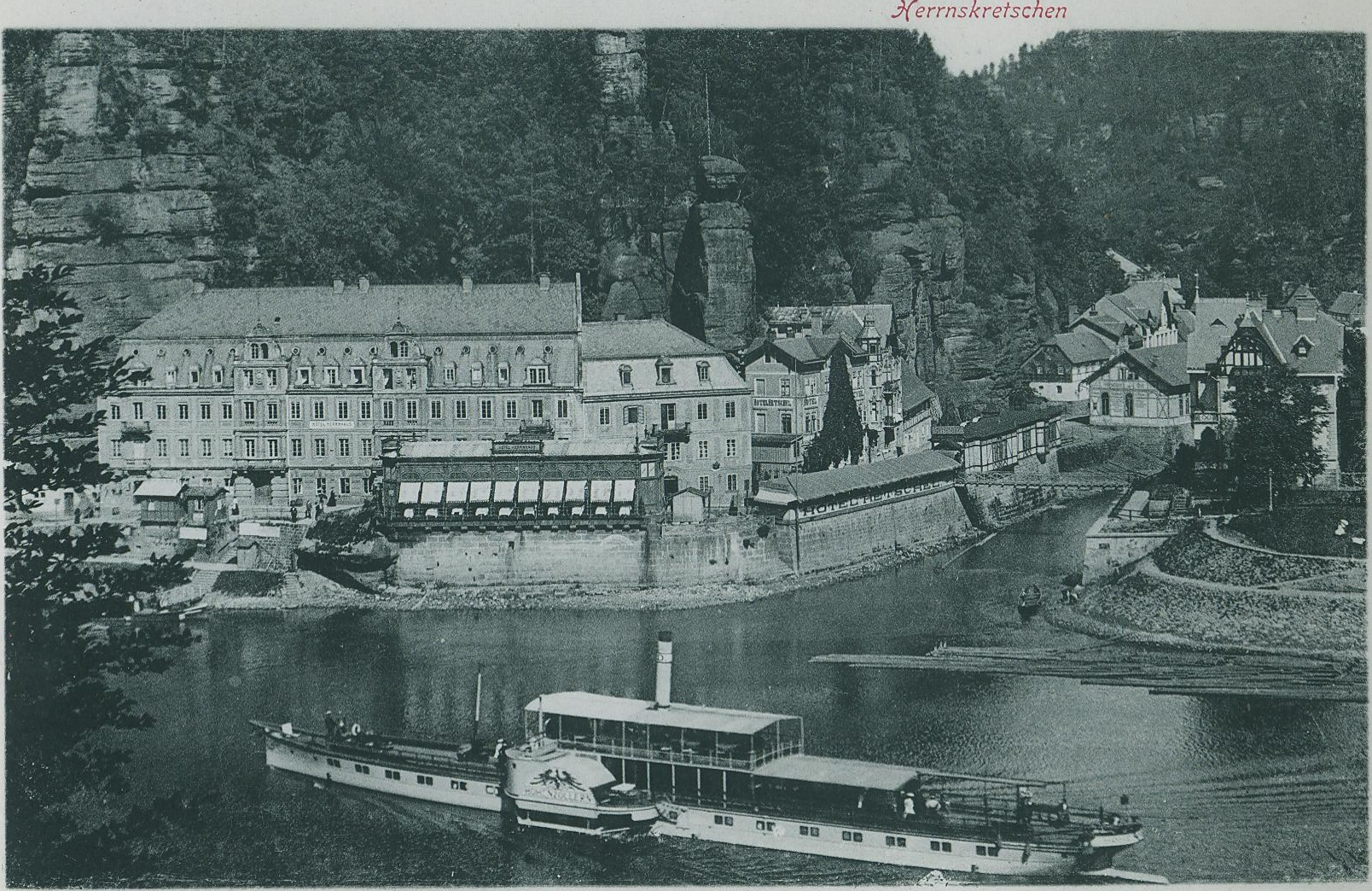
Hotel Herrenhaus mit Herrenhausfelsen, davor Raddampfer Hohenzollern

Der alte Schiffer- und Fischerort, der sich seit dem Dreißigjährigen Krieg im Besitz des Fürstenhauses Clary-Aldringen befand, entwickelte sich nach 1860 zu einem beliebten Erholungs- und Wandererort. Dominante des Ortsbildes war das aus der unteren Schenke hervorgegangene Herrenhaus, das als Gasthof und Hotel diente. Der dahinter gelegene Sandsteinfelsen wird daher auch Herrenhausfelsen genannt. 1932 verkaufte die Familie von Clary-Aldringen das große Gebäude für 688.000 Kronen an den tschechischen Staatsforst, da sie sich nach Enteignungen und der Errichtung eines Jagdschlösschens in Hohenleipa nicht zur Durchführung notwendiger Baumaßnahmen in der Lage sah. Als ab 1938 am rechten Elbufer die neue Straße von Tetschen nach Dresden (heute Silnice I/62) gebaut wurde, stand das Herrenhaus im Wege und wurde 1942 abgerissen.
Das zweite bedeutende Wirtshaus war die Obere Schenke im Kamnitztal, die um 1550 von Friedrich von Salhausen begründet worden war. Die Wirtschaft an der Brücke nach Jonsdorf unweit der Kirche wurde später als Hotel „Deutsches Haus“ bekannt. Es wurde nach 1945 als Hotel „Český Lev“ weiter betrieben und nach einem Brand abgerissen.

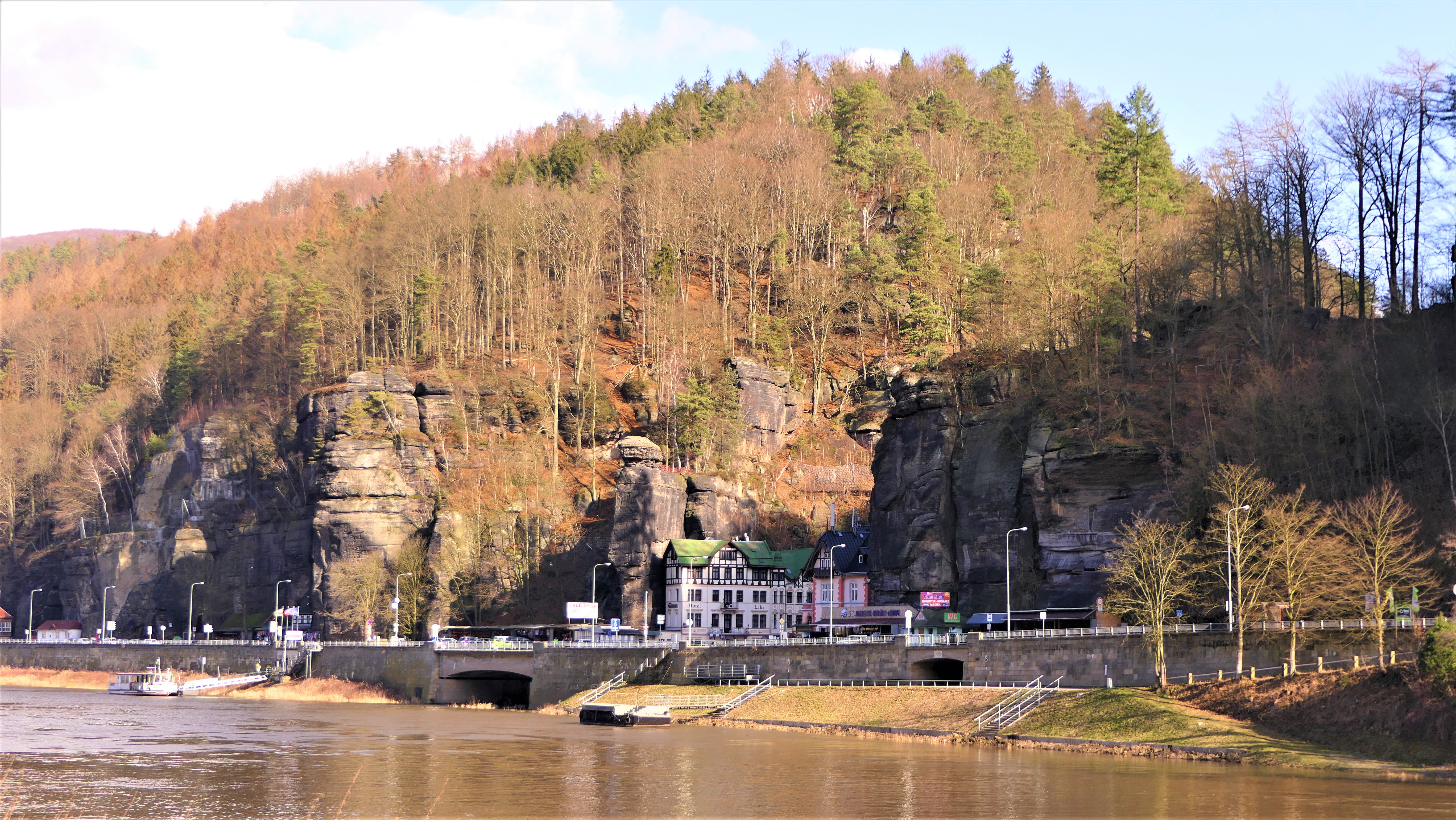
Hrensko von der Elbseite

Die Tradition des Lachsfanges im Kamnitzbach wurde mit dem Brutaussatz im Jahr 1998 wieder fortgeführt. Bei der Jahrhundertflut der Elbe im August 2002 wurde Hřensko durch die Elbe und den Rückstau der Kamnitz fast vollständig überflutet und erlitt schwere Schäden. Bereits kurz zuvor mussten in der Zeit von März bis Juni 2002 Teile des Ortes gesperrt werden, da ein großer Felssturz drohte. Im August 2010 führten starke Regenfälle zu einem Hochwasser der Kamnitz, was schwere Schäden in Hřensko verursachte. Die Autobrücke am Ende des Ortes und einige Fußgängerbrücken wurden zerstört. Über längere Strecken wurde die Ufermauer weggespült; auch die touristischen Kahnfahrten in der Edmundsklamm und in der Wilden Klamm waren wegen der erlittenen schweren Schäden nicht mehr möglich. Die Kahnfahrten in der Edmundsklamm konnten zum Osterfest 2011 wieder aufgenommen werden.
Während einer Hitzewelle im Jahr 2022 wurde Hřensko von Waldbränden in der böhmisch-sächsischen Schweiz bedroht. Die Brände rückten bis auf wenige Meter an den Hauptort voran; im Ortsteil Mezná brannten einige Häuser nieder.

### Namensherkunft
Der Name Herrnskretschen leitet sich wahrscheinlich aus dem Familiennamen Horniss und Kretscham ab. Andere Schreibweisen waren Hirmskretschen und Hirniskretschen. Der tschechische Name Hřensko stammt aus einer Eintragung in der böhmischen Landtafel von 1623 (wes Hržensko ginak Hernskrecžem = das Dorf Hržensko oder auch Hernskrecžem).

## Kultur und Sehenswürdigkeiten

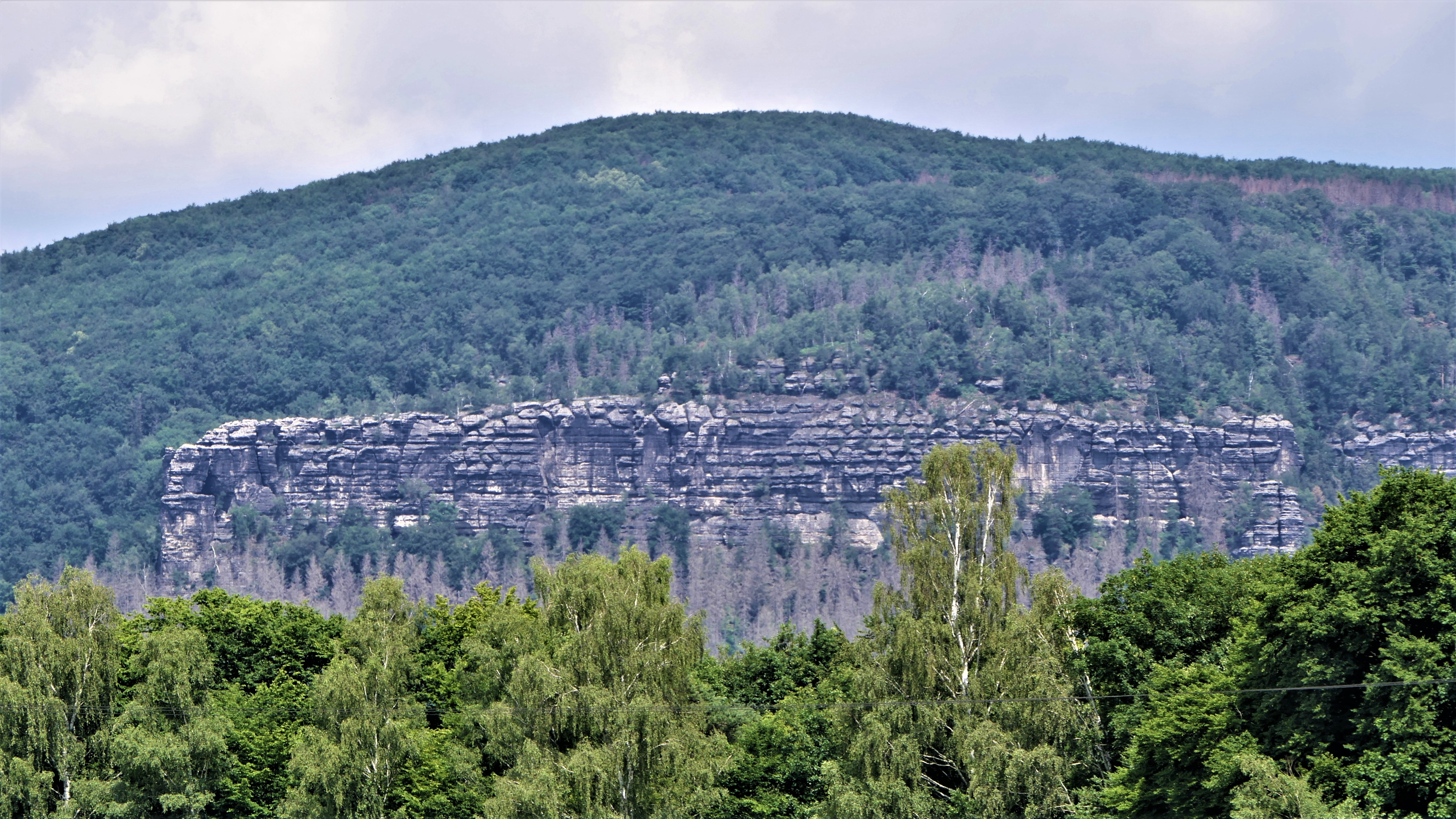
Blick auf den Großen Winterberg und die Silberwände von Janov aus

Der Ort ist beliebter Ausgangspunkt für Ausflüge in die Böhmische Schweiz.
- Das Prebischtor liegt nur einige Kilometer entfernt.
- Etwa 2 km nordöstlich von Hrensko befindet sich ein 400 m langes steiles Sandsteinmassiv, welches Silberwände genannt wird. Sie fallen in das Tal des Suchá Bělá-Baches. Im Westen befindet sich der Silberhorn genannte Sandsteinturm, im Osten der Waldläufer.

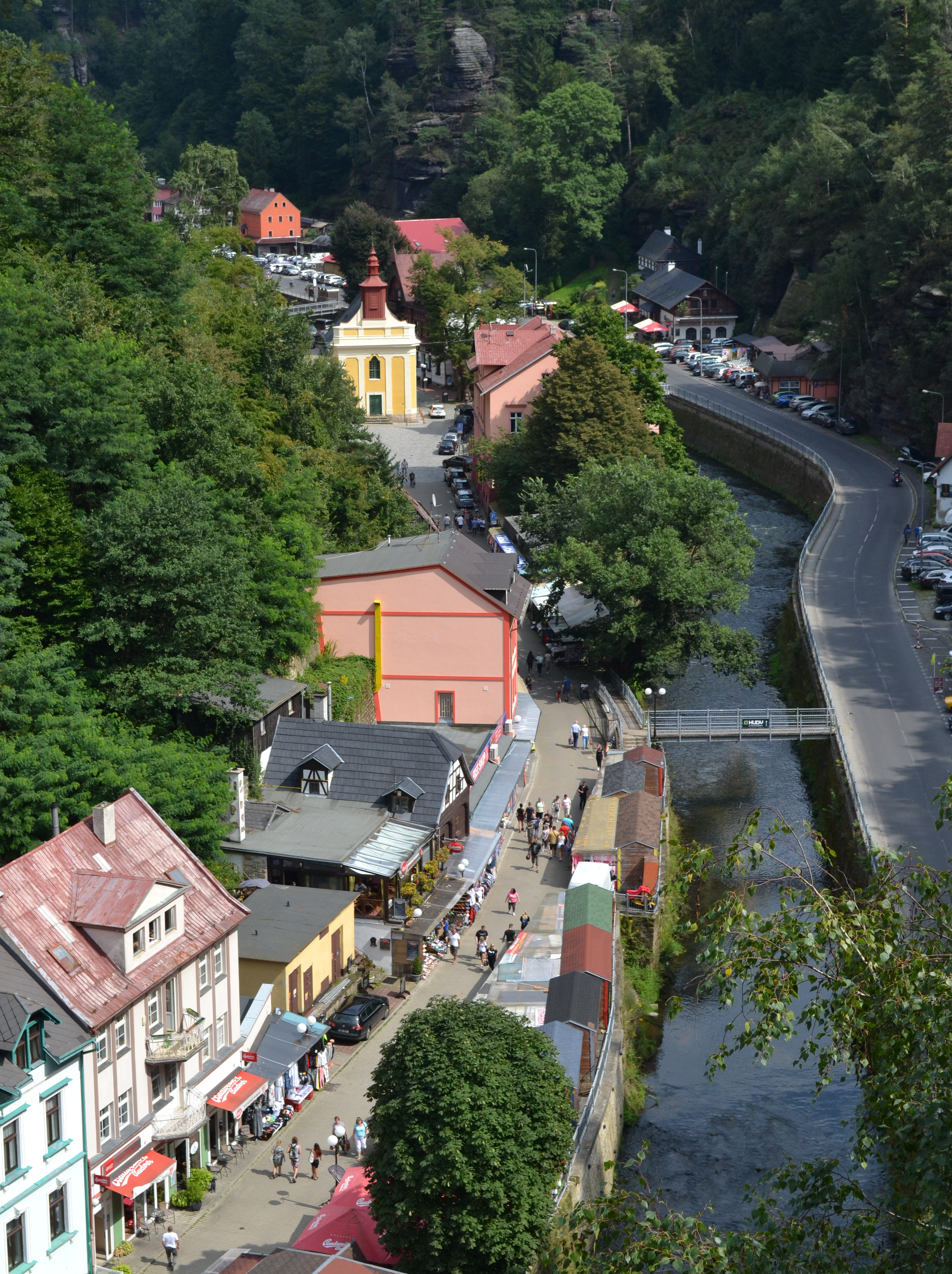
Hřensko (2021)

- Hřensko (2021)Seit 1890 wird die Kamnitzklamm mit Kähnen befahren.

## Wirtschaft und Infrastruktur
Neben seiner Bedeutung als Ausflugsort lebt Hřensko vor allem vom Einkaufstourismus, der wie in anderen grenznahen tschechischen Orten von vietnamesischen Händlern dominiert wird.

### Verkehr
Der rechts der Elbe liegende Ort Hřensko hat zwei Grenzübergänge. Die Straße I/62 (Ústí n. L.–Děčín–Hřensko) verbindet den für Fahrzeuge bis 3,5 Tonnen passierbaren Grenzübergang Hřensko / Schmilka mit der deutschen Bundesstraße 172. Daneben gibt es in der Zeit von 7:30 bis 21:30 Uhr im Sommer- bzw. von 8:30 bis 17:30 Uhr im Winterhalbjahr eine Fährverbindung für Fußgänger und Radfahrer zum am linken Elbufer liegenden Bahnhof Schöna an der Bahnstrecke Děčín–Dresden-Neustadt, von dem direkte Bahnverbindungen nach Děčín und Dresden bestehen.

## Söhne und Töchter
- Ignaz Clar (1829–1905), österreichisch-böhmischer Unternehmer und Landespolitiker
- Armin Bodechtel (1897–1965), deutscher Architekt und Politiker
- Erich Clar (1902–1987), deutschböhmischer Chemiker
- Johannes Dinnebier (1927–2021), deutscher Lichtplaner